# The Weather Underground (film)
Pour plus de détails, voir Fiche technique et Distribution.
The Weather Underground, de Sam Green et Bill Siegel, est un documentaire sorti en 2002. Il relate l'histoire du mouvement américain Weathermen, né de la dissolution du Students for a Democratic Society en 1969. Il fut nommé pour l'Oscar du meilleur film documentaire lors de la 76e cérémonie des Oscars, en 2004.

## Synopsis
Des images d'archives, principalement tirées des télévisions d'informations américaines, sont mêlées aux interviews des ex-membres du Weather Underground, qui racontent les faits, mais aussi qui exposent leur point de vue présent sur leurs actions passées, autour de deux thèmes majeurs :
- était-ce justifié d'utiliser la violence pour protester contre une « violence plus grave » (la guerre du Viêt-Nâm et la répression sévère du mouvement des Black Panthers) ? Était-ce du terrorisme à proprement parler ?
- quelles ont été les conséquences de ces actions, pour la société américaine et pour eux-mêmes, qui ont vécu dans la clandestinité pendant plusieurs années, pourchassés par le FBI, et qui se sont, pour la plupart, réinsérés dans la société ?

## Fiche technique
- Titre : The Weather Underground
- Réalisation : Sam Green, Bill Siegel
- Musique : David Cerf et Amy Domingues
- Photographie : Andrew Black et Federico Salsano
- Montage : Sam Green et Dawn Logsdon
- Production : Sam Green, Carrie Lozano, Bill Siegel et Marc Smolowitz
- Société de production : The Free History Project
- Société de distribution : Ideas for Films (France)
- Pays :  États-Unis
- Genre : Documentaire
- Durée : 92 minutes
- Dates de sortie : 
  -  États-Unis : 17 novembre 2002 (San Francisco Film Arts Festival), 4 juin 2003
  -  France : 27 avril 2005